# Mistrzostwa Polski w hokeju na lodzie (1950/1951)
Mistrzostwa Polski w hokeju na lodzie 1950/1951 – 15. edycja mistrzostw Polski, rozegrana została w 1951 roku. Były to Mistrzostwa Polski Zrzeszeń Sportowych, więc grające drużyny nie były drużynami klubowymi a wspólnymi dla danego Zrzeszenia.

## Eliminacje
Turniej mistrzostw Polski rozpoczął się 5 lutego 1950 na lodowisku Torkat w Katowicach, a w rywalizacji brało udział 11 reprezentacji zrzeszeń sportowych. Podczas uroczystości otwarcia zawodnicy Andrzej Wołkowski (Ogniwo Kraków) i Marian Jeżak (Unia Krynica) wciągnęli flagi na maszt przy dźwiękach „Międzynarodówki”. Zestawienie par drużyn wyłoniono w drodze losowania. Przyjęto zasadę, iż po dwóch porażkach zespół był wyeliminowany z szansy wejścia do finału. Cztery najlepsze drużyny z tych eliminacji uzyskały awans do ścisłego turnieju finałowego.
- 5 lutego 1951
  - Górnik (Janów) – Stal 5:1 (3:0, 1:1, 1:0), gole: Poles 2, Gburek II, Januszewicz, Pęczek / Skarżyński
- 6 lutego 1951[2]
  - CWKS Warszawa – Gwardia (Katowice) 5:0 (1:0, 2:0, 2:0)
  - Kolejarz (Toruń) – AZS 11:4 (7:4, 2:1, 2:2), gole: Brzeski II x2, Dybowski x2, Rypyść x2, Osmański x2, Głowiński, Polak, Kwaśniewski / Dybowski, Chojnacki, Zdonkiewlcz
  - Ogniwo (Kraków) – Spójnia 18:0 (6:0, 9:0, 3:0), gole: Paluch 6, Huta 5, Andrzej Wołkowski 3, Masełko 2, Gojny, Kopczyński
  - Unia (Krynica) – Budowlani (Opole) 18:1 (8:0, 7:0, 3:1), gole: Burda 5, Lewacki 5, Marian Jeżak 3, Janiczko 2, Nowak, Majka, Stefan Csorich / Trojanowski
  - Włókniarz Łódź – pauza, drużyna przeszła do kolejnej rundy bez gry
- 7 lutego 1951[3][4]:
  - Gwardia (Katowice) – Stal 7:6 (1:3, 2:1, 3:2, d. 1:0), zwycięski gol. Cisowski w 18. minucie dogrywki; Stal odpada
  - AZS – Spójnia 8:6 (4:1, 2:0, 2:5); Spójnia odpada
  - Włókniarz (Łódź) – Gwardia (Katowice) 1:0 (1:0, 0:0, 0:0), gol: Szymański; Gwardia odpada
  - Budowlani (Opole) – Włókniarz (Łódź) 7:1 (1:0, 4:0, 2:1)
- 8 lutego 1951[5]:
  - Ogniwo (Kraków) – AZS 18:3 (8:1, 4:1, 6:1), gole: Gojny 4, Masaczyński 3, Andrzej Wołkowski 3, Huta 2, Peter, Paluch, Nowotarski, Szwabental, Nikodemowicz, Kopczyński / Stefan Csorich 3; AZS odpada
  - CKWS Warszawa – Budowlani (Opole) 10:0 (1:0, 3:0, 6:0), gole: Dolecki 3, Chodakowski 2, Świcarz 2, Głowacki, Więcek, Koperski; Budowlani odpadają
  - Kolejarz (Toruń) – Unia (Krynica) 5:3 (0:1, 1:0, 4:2), gole: Dybowski 3, Zieliński, Polak / Stefan Csorich 3
- 9 lutego 1951[6]:
  - Unia (Krynica) – Ogniwo (Kraków) 9:2 (3:1, 3:0, 3:1), gole: Marian Jeżak 3, Burda 3, Lewacki 2, Mańka / Gojny, Kopczyński
  - Górnik (Janów) – Włókniarz (Łódź) 6:1 (0:0, 2:0, 4:1); Włókniarz odpada
  - CKWS Warszawa – Kolejarz (Toruń) 3:1 (1:0, 0:0, 2:1), gole: Głowacki, Dolewski, Palus / Brzeski
- 10 lutego 1951[7]:
  - Gwardia (Katowice) – Budowlani (Opole) 6:6 (4:1, 1:1, 1:4), Kelm 3, Kotaba, Zieliński, Wiśniewski / Trojanowski 2, Skonkiewicz 2, Czech, Łabuź
- 11 lutego 1951[8]:
  - Ogniwo (Kraków) – Kolejarz (Toruń) 5:2 (1:0, 3:1, 1:1), Nowotarski, Kopczyński I, Kopczyński II, Masełko, Andrzej Wołkowski / Dybowski, Ochmański; Kolejarz odpada

Do turnieju finałowego awansowały CWKS Warszawa, Górnik Janów (obie bez porażki), Unia Krynica (jedna porażka) oraz jako ostatnie Ogniwo Kraków (też z jedną porażką).

## Rywalizacja o miejsca 7-9
- Gwardia (Katowice) – AZS 11:3 (3:2, 5:1, 3:0)
- Budowlani (Opole) – AZS 12:2 (2:2, 7:0, 3:0)

## Turniej finałowy
Turniej finałowy odbył się na lodowisku Torkat w Katowicach w dniach 13-15 lutego 1951 w dniach tygodnia wtorek, środa, czwartek (pierwotnie planowano zorganizować turniej finałowy w dniach 17-25 lutego 1951 w Zakopanem). Wzięły w nim udział cztery zespoły.
13.II.1951:
| CWKS (Warszawa) | - | Ogniwo (Kraków) |  | 1:0 (0:0, 1:0, 0:0) | Palus                                      |
| Górnik (Janów)  | - | Unia (Krynica)  |  | 4:3 (0:1, 1:0, 3:2) | Poleś, Wróbel I x2, Gburek II / Lewacki x3 |

14.II.1951:
| CWKS (Warszawa) | - | Górnik (Janów)  |  | 3:2 (2:1, 1:0, 0:1) | Antusiewicz x2, Świcarz / Ulman, Wróbel II                                   |
| Unia (Krynica)  | - | Ogniwo (Kraków) |  | 8:3 (1:0, 3:2, 4:1) | Stefan Csorich x3, Marian Jeżak x3, Lewacki, Mańka / Kopczyński II x2, Gojny |

15.II.1951:
Andrzej Wołkowski / Alfred Gansiniec, Wróbel
| CWKS (Warszawa) | - | Unia (Krynica) |  | 6:0 (2:0, 2:0, 2:0) | Świcarz x2, Więcek 2, Dolewski, Palus                                  |
| Ogniwo (Kraków) | - | Górnik (Janów) |  | 5:2 (3:0, 2:1, 0:1) | Masełko x2, Peter, Gojny, Andrzej Wołkowski / Alfred Gansiniec, Wróbel |

### Tabela
| Lp. | Zespół          | M | Pkt | W | R | P | G + | G - | +/- |
| --- | --------------- | - | --- | - | - | - | --- | --- | --- |
| 1   | CWKS Warszawa   | 3 | 6   | 3 | 0 | 0 | 10  | 2   | +8  |
| 2   | Unia (Krynica)  | 3 | 2   | 0 | 1 | 1 | 11  | 13  | -2  |
| 3   | Ogniwo (Kraków) | 3 | 2   | 0 | 1 | 1 | 8   | 11  | -3  |
| 3   | Górnik (Janów)  | 3 | 2   | 0 | 1 | 1 | 8   | 11  | -3  |

      = Mistrz Polski

## Skład triumfatorów
Skład CWKS Warszawa: Henryk Przeździecki, Henryk Lamer, Henryk Bromowicz, Maksymilian Więcek, Kazimierz Chodakowski, Tadeusz Świcarz, Mieczysław Palus, Franciszek Głowacki, Dolecki, Michał Antuszewicz, Ślusarczyk

## Klasyfikacja
1. CWKS
2. Unia
3 i 4. Ogniwo i Górnik ex aequo
5. Kolejarz (2 wygrane - 2 porażki)
6. Włókniarz (1-2)
7. Budowlani (1-2)
8. Gwardia (1-2)
9. AZS (1-2)
10. Spójnia (0-2)
11. Stal (0-2)
Medaliści (CWKS, Unia, Górnik) zostali udekorowani podczas ceremonii zamknięcia I Zimowych Mistrzostw Polski Zrzeszeń Sportowych 25 lutego 1951 na stadionie zimowym pod Wielką Krokwią w Zakopanem.